# Pyles
Pyles (griechisch Πυλές (f. pl.)) ist ein Dorf im Südwesten der griechischen Insel Karpathos.

## Lage
Pyles liegt im Südwesten der Insel etwas mehr als 2 Kilometer von der Küste entfernt an der Verbindungsstraße zwischen Ost- und Westküste. Das Dorf Othos liegt 2 Kilometer nordöstlich, die Stadt Karpathos fast 8 Kilometer östlich. Angrenzende Ortsgemeinschaften sind Mesochori und Volada im Norden, Othos im Westen und Arkasa im Süden.

## Verwaltung
Pyles wurde kurz nach dem Anschluss des Dodekanes an Griechenland als Landgemeinde (Κοινότητα Πυλών Kinótita Pylón) anerkannt. Im Jahr 1997 erfolgte die Zusammenlegung von sieben weiteren Landgemeinden zur damaligen Gemeinde Karpathos, dem heutigen Gemeindebezirk Karpathos. Durch die Verwaltungsreform 2010 wurden die ehemaligen Gemeinden der Insel zur neuen Gemeinde Karpathos (Δήμος Καρπάθου Dímos Karpáthou) zusammengeführt. Seitdem führt Pyles den Status einer Ortsgemeinschaft (Τοπική Κοινότητα).
Einwohnerentwicklung von Pyles
| 1947 | 1951 | 1961 | 1971 | 1981 | 1991 | 2001 | 2011 |
| ---- | ---- | ---- | ---- | ---- | ---- | ---- | ---- |
| 422  | 391  | 367  | 270  | 206  | 235  | 407  | 216  |

## Sehenswürdigkeiten
- Im Innern der kleinen Heiligkreuzkirche stehen mehrere Ikonen, welche das Heilige Kreuz zum Thema haben.
- Im Jahr 2009 öffnete ein kleines Landwirtschaftsmuseum, welches die Vielfalt der Landwirtschaft auf Karpathos in vergangenen Zeiten dokumentiert.
- Von der kiesigen Adia-Bucht (Παραλία Άδειας) führt ein Wanderweg die steile Flaskia-Schlucht (Φαράγγι Φλασκιάς) hinauf zur Lastos-Ebene. Die Tour gilt bei Wandertouristen als besondere Herausforderung.